# Lisbon (Luisiana)
Lisbon é uma vila localizada no estado americano de Luisiana, na Paróquia de Claiborne.

## Demografia
Segundo o censo americano de 2000, a sua população era de 162 habitantes.
Em 2006, foi estimada uma população de 154, um decréscimo de 8 (-4.9%).

## Geografia
De acordo com o United States Census Bureau tem uma área de
34,1 km², dos quais 34,1 km² cobertos por terra e 0,0 km² cobertos por água. Lisbon localiza-se a aproximadamente 89 m acima do nível do mar.

## Localidades na vizinhança
O diagrama seguinte representa as localidades num raio de 24 km ao redor de Lisbon.